# Altare privilegiato
L'altare privilegiato era un tipo di altare cui era concessa l'indulgenza plenaria a favore dell'anima del Purgatorio a favore della quale era celebrata la Messa di suffragio. L'indulgenza plenaria per il defunto era un beneficio aggiuntivo a quelli che ordinariamente scaturiscono dalla Santa Messa.
Tali altari un tempo erano concessi per concessione del Sommo Pontefice e registrarono una diffusione crescente. Con la bolla Omnium salutis di papa Benedetto XIII fu istituito un unico altare privilegiato quotidiano e perpetuo in ogni chiesa patriarcale, metropolitana o cattedrale. Nel XX secolo, ogni vescovo poteva designare come altare privilegiato un altare in ogni chiesa sotto la sua giurisdizione ecclesiastica. Normalmente, nella maggior parte delle chiese parrocchiali, era designato l'altare maggiore sul quale ogni giorno si celebrava la Messa. Tali altari dovevano riportare una targa o un'iscrizione con la dicitura latina altare privilegiatum.
I singoli sacerdoti - oppure alcuni ordini a favore dei loro membri - potevano ottenere la concessione di un "altare privilegiato personale". Questo tipo di concessione dell'indulgenza non si limitava a un altare fisico, ma era presente con il sacerdote ogniqualvolta e dovunque celebrasse la Messa. Tale privilegio era automaticamente concesso per legge a cardinali e vescovi, e poteva essere acquisito dai sacerdoti su richiesta o qualora avessero compiuto l'"atto eroico di carità", l'offerta a Dio dei meriti di salvezza derivanti dalle proprie indulgenze accumulate e devolute a favore delle anime più bisognose del Purgatorio.
La concessione degli altari privilegiati fu abrogata e sostituita dalla norma 20 della costituzione apostolica Indulgentiarum Doctrina (a firma di Paolo VI), che definì altare privilegiato quello di qualsiasi Messa, "qualunque", dovunque e da chiunque fosse celebrata.